# Enka (Automarke)

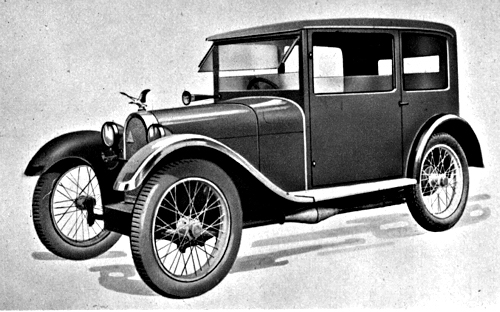
Enka als Limousine

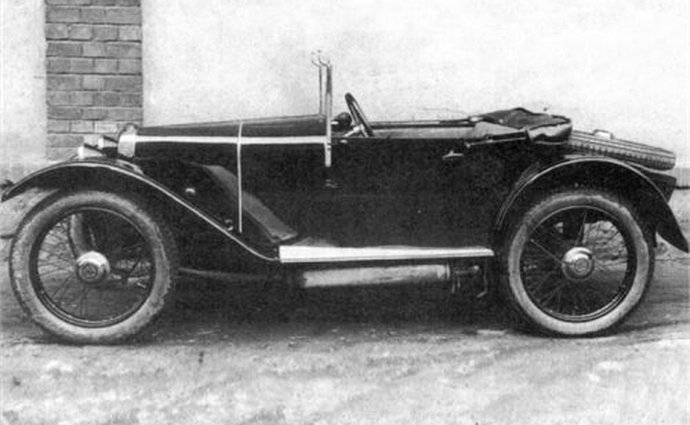
Enka als Roadster

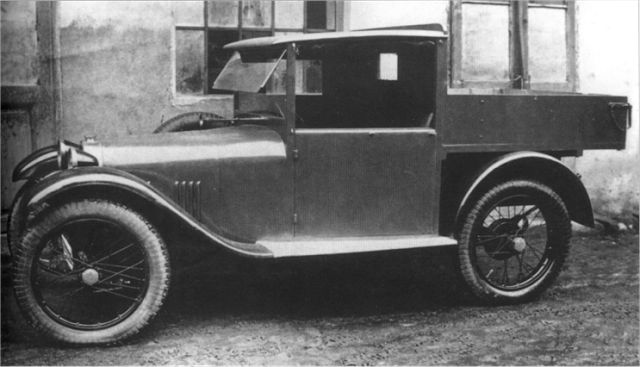
Enka als Pick-up

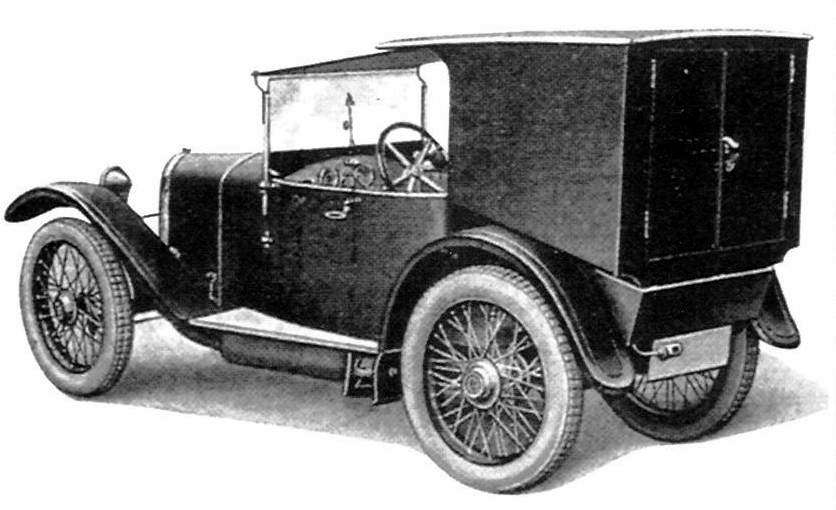
Enka als Kastenwagen

Enka war eine tschechoslowakische Automarke der Zwischenkriegszeit.

## Unternehmensgeschichte
Der Ingenieur Břetislav Novotný hatte den Prototyp Omega entwickelt. Für die Serienproduktion, die 1924 bei Zbrojovka Brno stattfand, wurde der Markenname Disk verwendet. Nach Aufgabe der Produktion bei Československá zbrojovka fand Novotný in František Kolanda und dessen Unternehmen F. Kolanda a spol., továrna na automobily aus Prag einen Partner. 1926 begann die Produktion von Automobilen. Der Markenname lautete Enka, auch EnKa und ENKA geschrieben. Dies war eine Ableitung der phonetischen Initialen von Novotný und Kolanda. 1929 endete die Produktion nach etwa 65 hergestellten Exemplaren. Aero übernahm das Projekt und entwickelte daraus ihr erstes Modell, den Aero 10.

## Fahrzeuge
Das einzige Modell war ein Kleinwagen. Zunächst sorgte ein Einzylinder-Zweitaktmotor mit 550 cm³ Hubraum für den Antrieb. Später kam ein wassergekühlter Einzylindermotor mit 85 mm Bohrung, 88 mm Hub, 499 cm³ Hubraum und 10 PS Leistung zum Einsatz. Der abnehmbare Zylinderkopf sowie die Kolben bestanden aus Aluminium. Die Höchstgeschwindigkeit war mit 75 km/h angegeben, und der Kraftstoffverbrauch mit 7 Litern auf 100 km. Der Preis für einen geschlossenen Dreisitzer betrug 23.000 Tschechoslowakische Kronen. Daneben gab es in geringer Zahl auch kleine Lieferwagen auf gleicher Basis.